# رادوسلاف روجينا
رادوسلاف روجينا (بالإنجليزية: Radoslav Rogina)‏ مواليد 3 مارس 1979 في جمهورية كرواتيا الاشتراكية، جمهورية يوغوسلافيا الاشتراكية الاتحادية، هو دراج كرواتي في صنف سباق الدراجات على الطريق. شارك في دورة الألعاب الأولمبية الصيفية.

## روابط خارجية
- رادوسلاف روجينا على موقع الاتحاد الدولي للدراجات (الإنجليزية)
- رادوسلاف روجينا على موقع أرشيف الدراجات (الإنجليزية)
- رادوسلاف روجينا على موقع إحصائيات الدراجات الإحترافية (الإنجليزية)
- رادوسلاف روجينا على موقع نسبة الدراجات (الإنجليزية)
- رادوسلاف روجينا على موقع أوليمبيديا (الإنجليزية)